# Alain Dugrand
Pour les articles homonymes, voir Dugrand.
Alain Dugrand est un journaliste, voyageur et écrivain français né, à Lyon le 16 octobre 1946.

## Biographie
Il est un des journalistes créateurs de Libération.
Voyageur, il travaille pour les magazines GEO et National Geographic.
En 1979, il crée une revue consacrée à la littérature policière :  Gang avec Hervé Prudon.[réf. nécessaire]
Il crée et est directeur de la revue Gulliver de 1990 à 1993.
Il lance Le Carrefour des littératures européennes de Strasbourg (1985) puis le festival Étonnants voyageurs de Saint-Malo, avec Michel Le Bris.
Il est président du Prix Nicolas-Bouvier.
Il est aussi l’auteur de plusieurs romans.
Il est le compagnon d’Anne Vallaeys et le père de la journaliste Maud Dugrand.

## Publications
- Les Dossiers noirs du racisme dans le Midi de la France, avec François Noël Bernardi, Jean Dissler et Alex Panzani, Paris, Éditions du Seuil, coll. « Combats », 1976, 202 p.  (ISBN 2-02-004407-2)
- Les Barcelonnettes, tome 1, Les Jardins de l’Alaméda, avec Anne Vallaeys, Paris, Fayard, 1983, 432 p. (BNF 34716542) - rééd. Fayard, 2003
- Le Désemparé, Paris, Éditions JC Lattès, 1984, 222 p. (BNF 34759626).
- - Prix Roger-Nimier 1984
- Les Barcelonnettes, tome 2, Terres Chaudes, avec Anne Vallaeys, Paris, Fayard, 1985, 361 p. (BNF 34781289) - rééd. Fayard, 2003
- Mexico terremoto, avec Patrice Gouy, Strasbourg, France, Éditions Bueb et Reumaux, 1985, 154 p.  (ISBN 2-86856-014-8)
- Les Barcelonnettes, tome 3, La Soldadera, avec Anne Vallaeys, Paris, Fayard, 1987, 308 p. (BNF 34910127) - rééd. Fayard, 2003
- Une certaine sympathie, Paris, Éditions JC Lattès, 1987, 177 p.  (ISBN 2-7096-0564-3)

- Prix Roger-Nimier 1987
- Trotsky. Mexico 1937-1940, Paris, Éditions Payot, coll. « Document Payot », 1988, 200 p.  (ISBN 2-228-88077-9)
- Gloria America, avec Michel Antochiw, Paris, Éditions JC Lattès, 1989, 266 p. (BNF 35026922)
- Mexique, avec Patrice Gouy, Michel Antochiw, Paris, Éditions Départ, coll. « Guides Départ », 1989, 114 p.  (ISBN 2-908359-02-2)
- La Folie d’Astérion, avec Mariwak, Paris, Éditions de La Différence, 1989, np.  (ISBN 2-7291-0455-0)
- Le Sceptre égaré, avec Mariwak, Paris, Éditions de La Différence, 1989, np.  (ISBN 2-7291-0454-2)
- Le Quatorzième Zouave, Paris, Éditions de l’Olivier, 1991, 185 p.  (ISBN 2-87929-018-X)

- Prix Paul-Léautaud 1991
- Prix Louis-Guilloux 1992
- Belize, Paris, Éditions Payot, coll. « Voyageur Payot », 1993, 228 p.  (ISBN 2-228-88675-0)[4]
- Les Craven de l’oncle Ho, Paris, Éditions Grasset et Fasquelle, 1994, 287 p.  (ISBN 2-246-46731-4)
- La Baie des singes, Paris, Éditions Grasset et Fasquelle, 1996, 247 p.  (ISBN 2-246-46741-1)
- Barbizon (Japon), avec Jean-Pierre Cagnat, Paris, Éditions Verticales, 1998, 132 p.  (ISBN 2-84335-085-9)
- Rue de la République, avec Anne Vallaeys, Paris, Grasset, 1999, 343 p.  (ISBN 2-246-54471-8)
- Rhum-limonade, Paris, Éditions Fayard, 2001, 196 p.  (ISBN 2-213-60723-0)
- Irak. Dix ans d'embargo, avec Jacques Ferrandez, Tournai, Paris, Éditions Casterman, 2001, 79 p.  (ISBN 2-203-38037-3)[5]
- M'sieur Eddy et moi, Paris, Éditions Fayard, 2004, 208 p.  (ISBN 2-213-61889-5)
- Va, vis et deviens, avec Radu Mihaileanu, Paris, Grasset, 2005, 296 p.  (ISBN 2-246-67101-9) (novélisation du film homonyme[6])
- Les Cendres de l’Empire. Voyages du Caucase en Indus, Paris, Éditions Hoëbeke, coll. « Étonnants voyageurs », 2006, 184 p.  (ISBN 2-84230-249-4)[7]
- Insurgés, Paris, Éditions Fayard, 2007, 225 p.  (ISBN 978-2-213-62557-7)[3],[8]
- Willi Münzenberg. Artiste en révolution, 1889-1940, avec Frédéric Laurent, Paris, Éditions Fayard, 2008, 632 p. + 8 pl.  (ISBN 978-2-213-63172-1)[9]
- Trésor des livres de mer. De Christophe Colomb à Marin-Marie, avec Michèle Polak, Paris, Éditions Hoëbeke, 2011, 279 p.  (ISBN 978-2-84230-421-8)

- Prix Le Livre du Nautic 2011
- Des livres à la découverte du monde. De Marco Polo à la Croisière jaune, avec Michèle Polak, Paris, Éditions Hoëbeke, 2012, 279 p.  (ISBN 978-2-84230-458-4)
- Libération, un moment d’ivresse : 1973-1981, Paris, Éditions Fayard, 2013, 350 p.  (ISBN 978-2-213-64367-0)[1]

## Filmographie
Alain Dugrand est le scénariste ou coscénariste de deux documentaires :
- 1986 : Trotsky, réalisé par Patrick Le Gall[10] - prix du documentaire au Festival international des programmes audiovisuels de Biarritz en 1987 et prix international SCAM du meilleur documentaire de création et essai au festival Cinéma du réel en 1988[11]
- 1994 : Les Yaya - 1939 : l'évacuation des Alsaciens vers le Sud-Ouest, réalisé par Alfred Elter[12]